# R Development Syndicate
R Development Syndicate war ein britischer Hersteller von Automobilen.

## Unternehmensgeschichte
Das Unternehmen aus London begann 1914 mit der Produktion von Automobilen. Der Markenname lautete Weston. Im gleichen Jahr endete die Produktion. Insgesamt entstanden nur wenige Exemplare.

## Fahrzeuge
Das einzige Modell war ein Kleinwagen. Ein Zweizylinder-Zweitaktmotor mit 773 cm³ Hubraum war vom Typ Ricardo Dolphin, entworfen von Harry Ricardo. Der Motor war vorne im Fahrzeug montiert und trieb über eine Kardanwelle die Hinterachse an.